# Kim Kintziger
Kim Kintziger (ur. 2 kwietnia 1987) – luksemburski piłkarz występujący na pozycji obrońcy. Zawodnik klubu Jeunesse Esch.

## Kariera klubowa
Kintziger karierę rozpoczynał w 2003 roku w zespole CS Sanem. W 2004 roku przeszedł do Swiftu Hesperange. Przez 3 lata rozegrał tam 70 spotkań. W 2007 roku odszedł do FC Differdange 03. W 2010 roku oraz w 2011 roku zdobył z nim Puchar Luksemburga.
Na początku 2012 roku Kintziger odszedł do Unionu 05 Kayl-Tétange.

## Kariera reprezentacyjna
W reprezentacji Luksemburga Kintziger zadebiutował 12 października 2005 roku w przegranym 0:2 towarzyskim meczu z Estonią. 14 listopada 2009 roku w zremisowanym 1:1 towarzyskim spotkaniu z Islandią strzelił pierwszego gola w drużynie narodowej.